# Лутка (ТВ серија)
Лутка (енгл. Dollface) је америчка хумористичка стриминг телевизијска серија творца Џордан Вајс чија је премијера била 15. новембра 2019. године на стриминг услузи Hulu. У серији играју Кет Денингс, Бренда Сонг, Шеј Мичел и Естер Повицки. У јануару 2020. године, Hulu је обновио серију за другу сезону. Премијера серије је била 13. марта 2021. године на каналу Fox Life у Србији.

## Радња
Серија прати „младу жену која—након што ју је напустио њен дугогодишњи дечко—мора да се позабави сопственом маштом како би се дословно и метафорички вратила у свет жена и обновила женска пријатељства која је оставила за собом.”

## Улоге

### Главне
| Глумац        | Улога           |
| ------------- | --------------- |
| Кет Денингс   | Џулс Вајли      |
| Бренда Сонг   | Медисон Максвел |
| Шеј Мичел     | Стела Кол       |
| Естер Повицки | Изи Левин       |

### Споредне
| Глумац        | Улога     |
| ------------- | --------- |
| Бет Грант     | Кет Лејди |
| Конор Хајнс   | Џереми    |
| Брајен Хауви  | Алсион Б. |
| Вела Лавел    | Алисон С. |
| Малин Акерман | Селест    |
| Горан Вишњић  | Колин     |

### Гостујуће
| Глумац            | Улога           |
| ----------------- | --------------- |
| Дејв Кулјеј       | себе            |
| Есте Хајм         | Лемон           |
| Шели Хенинг       | Рамона          |
| Џои Лоренс        | себе            |
| Ритеш Ражан       | Томас           |
| Тија Карер        | Тереза          |
| Метју Греј Габлер | Вес             |
| Мајкл Ангарно     | Стив            |
| Камила Бел        | Мелиса          |
| Маколи Калкин     | Ден Хакет       |
| Дерек Тилер       | Рајан           |
| Бен Лосон         | Оливер          |
| Марго Роби        | Имелда          |
| Кристина Пиклс    | Силвија Голдвин |
| Ники Рид          | Бровин          |

## Епизоде
| Бр. еп. | Наслов                | Редитељ          | Сценариста      | Премијера          |
| --- | --------------------- | ---------------- | --------------- | ------------------ |
| 1 | Човекова девојка      | Мет Спајсер      | Џордан Вајс     | 15. новембар 2019. |
| Џулс Вајли је била потпуно заокупљена својом везом проткелих пет година. Када је момак изненада остави, Џулс мора да се суочи са чињеницом да је запоставила своје другарице. Како би се извинила, планира девојачки излазак.                     |                       |                  |                 |                    |
| 2 | Кућна бува            | Стефани Лејнг    | Џордан Вајс     | 15. новембар 2019. |
| Џулс тражи савет од другарица око исељавања из стана бившег момка. Међутим, убрзо схвата да је већи проблем утврдити који савет је најбољи. |                       |                  |                 |                    |
| 3 | Мистериозна бринета   | Стефани Лејнг    | Сем Џарвис      | 15. новембар 2019. |
| Џулс се мучи да схвати правила чувања тајни међу пријатељима, што ствара проблем за Медисон. Стела покушава да научи Изи како да буде мистериознија.                                                                                              |                       |                  |                 |                    |
| 4 | Забаван пријатељ      | Стефани Лејнг    | Грејс Едвардс   | 15. новембар 2019. |
| Девојке се муче с личном перцепцијом, док Џулс и Стела покушавају да одлуче која је досадна а која забавна. Медисон, шефица, помаже лудој Изи да се реши свог лажног идентитета.                                                                  |                       |                  |                 |                    |
| 5 | Краљица лепоте        | Стефани Лејнг    | Харпер Дил      | 15. новембар 2019. |
| На сестриној девојачкој вечери Џулс се прави да је преболела Џеремија. Медисон преувеличава ниво зрелости својих другарица како би задивила свог старијег момка на свечаној вечери. Обе девојке схватају шта се деси када преувеличаш свој живот. |                       |                  |                 |                    |
| 6 | Историјска свезналица | Бренан Шроф      | Натанијел Штејн | 15. новембар 2019. |
| Стиже велики удар. Девојке се плаше потенцијалног земљотреса који би могао да погоди Лос Анђелес. Џулс се плаши да би могла да налети на бившег с новом девојком. Стела се буни против Медисонине потребе за управљањем туђим животима.           |                       |                  |                 |                    |
| 7 | Другар за секс        | Алетеа Џоунс     | Хали Кантор     | 15. новембар 2019. |
| Девојке мучи секс и забављање у доба када је вређање моногамије у истом рангу као и вређање промискуитетних девојака. Џулс налази новог момка. Стела тражи помоћ од Изи како би раскинула везу. Медисон жели да озваничи везу с Колином.          |                       |                  |                 |                    |
| 8 | Мама                  | Алетеа Џоунс     | Хали Кантор     | 15. новембар 2019. |
| Џулс одлази на тим-билдинг фирме "Вум", који води професионални спиритуални вођа. Стела добија новости из пословне школе. Џулс добија узнемирујуће новости, које ће утицати на Медисонину везу и будућност њиховог пријатељства.                  |                       |                  |                 |                    |
| 9 | TBA                   | Бренан Шроф      | Џордан Вајс     | 15. новембар 2019. |
| 10 | TBA                   | Ајра Андерлејдер | Џордан Вајс     | 15. новембар 2019. |